# Hans Trolle-Wachtmeister
Hans Gustaf Trolle-Wachtmeister (före 1907 Wachtmeister), född 22 april 1846 på Kristineholm, Helgona, död 28 juli 1922 i Trolle-Ljungby socken, var en svensk ämbetsman och jordbrukare.

## Biografi
Hans Gustaf Trolle-Wachtmeister var son till Axel Trolle-Wachtmeister i hans andra gifte med Sofie-Louise Wachtmeister. Han blev 1862 student vid Lunds universitet, där han avlade filosofie kandidatexamen 1870 och 1871 blev filosofie doktor på avhandlingen Bidrag till Carl Gustaf von Brinkmans biografi och karakteristik. Efter tjänstgöring som attaché i olika huvudstäder 1872–1875 blev han andre sekreterare i Utrikesdepartementet 1876 och legationssekreterare i Wien 1883 samt var 1883–1884 chargé d'affaires i London. Han ingick 1884 i hovtjänst som kammarherre hos Oscar II, befordrades 1889 till kabinettskammarherre och tjänstgjorde 1905–1908 som överstekammarjunkare. Därefter ägnade han sig åt skötseln av sin ätts fideikommissegendomar Trolle Ljungby slott och Årup, vilka tillfallit honom 1907, varjämte han tillsammans med syskonen innehade Trolleberg. Trolle-Wachtmeister var främst intresserad av studier och framträdde inte mycket i det offentliga livet. Dock innehade han ett fåtal förtroendeuppdrag, och var bland annat ordförande i Villands härads vägstyrelse. Han invaldes 1898 i Samfundet för utgivande av handskrifter rörande Skandinaviens historia.